# Makaron

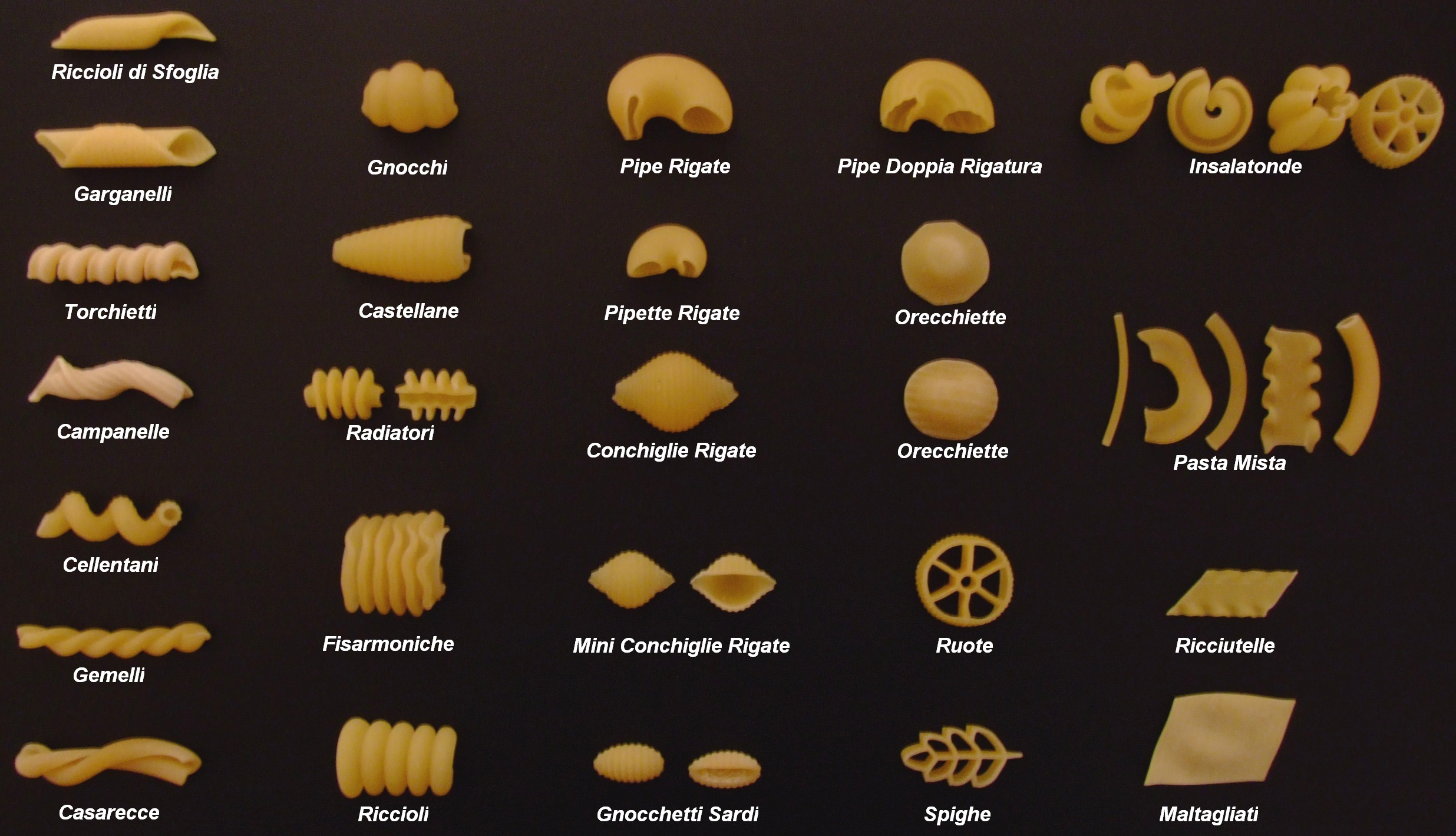
Typy makaronów

Makaron – produkt żywnościowy wytwarzany na bazie mąki, wody i niekiedy jaj (mówimy wtedy o makaronie jajecznym) oraz innych składników, o szerokiej gamie kształtów i zastosowań.

## Historia
Najstarszy makaron znaleziono w Chinach, miał cztery tysiące lat i ok. 50 cm długości. Znaleziono go w wiosce z okresu neolitu nad brzegami Żółtej Rzeki. To najstarsze odkryte przez archeologów jedzenie.
Według legendy do Europy miał go jakoby sprowadzić wenecki podróżnik, Marco Polo. Jest to jednak tylko legenda, bowiem już tysiąc lat wcześniej, w II wieku naszej ery, rzymski badacz Galen wspomniał o tego typu potrawie, natomiast Muhammad al-Idrisi udokumentował istnienie suszonego makaronu (takiego, jak współczesny) w południowych Włoszech, na Sycylii i w Trabii ok. XII wieku, czyli jeszcze przed narodzinami Marco Polo.

## Produkcja
Na proces produkcji makaronu składają się: przygotowanie surowców, sporządzenie ciasta, formowanie i wykrawanie, suszenie, sortowanie oraz pakowanie produktu gotowego.
Podstawowym surowcem do produkcji makaronu jest kaszka makaronowa (semolina) lub mąka makaronowa, której skład różni się od składu mąki stosowanej do produkcji pieczywa (m.in. zawiera ona więcej glutenu). Zarówno mąka do produkcji makaronów, jak i semolina są otrzymywane z pszenicy twardej. Dobrą mąkę makaronową można również uzyskać z odpowiednio dobranych mieszanek pszenicy zwyczajnej.
Kolejnym ważnym surowcem jest woda. Powinna ona spełniać wymagania wody przeznaczonej do picia. Jej dodatek jest o około 50% mniejszy niż w przypadku ciasta przeznaczonego do produkcji chleba. W zależności od sposobu wytwarzania ciasta, woda stosowana do wyrobu makaronu powinna mieć odpowiednią temperaturę. Gdy produkuje się makaron z mąki innej niż pochodząca z pszenicy twardej lub też w celu wzbogacenia produktu, stosuje się dodatek jaj. Innymi składnikami dodawanymi do makaronów mogą być między innymi barwniki (np. karotenoidy, sok ze szpinaku).
Ciasto makaronowe uzyskuje się przez zmieszanie opisanych wcześniej surowców. Do jego wytworzenia nie stosuje się środka spulchniającego. Ze względu na stosunkowo niewielki dodatek wody, sporządzenie ciasta wymaga ugniatania z dużą siłą.
Formowanie makaronu odbywa się na zasadzie tłoczenia pod ciśnieniem, krajania lub też wyciskania. Makaronom nadaje się różnorodne kształty. Spotykane są m.in. wstążki, rurki, muszelki, świderki, nitki, kokardki, a także okolicznościowe kształty związane ze świętami. Tradycyjna metoda wytwarzania makaronu (m.in. w krajach Dalekiego Wschodu i Włoszech) polega na  formowaniu ręcznym poprzez rolowanie i rozciąganie wielokrotnie składanego podłużnego kawałka ciasta. Makarony produkcji domowej, m.in. w kuchni polskiej, wykonuje się przez cięcie zrolowanego płata rozwałkowanego cienko ciasta, przez co uzyskuje się wstążki zbliżone do włoskich tagliatelle, przed gotowaniem lekko podsuszane na stolnicy.
Po uformowaniu makaron poddaje się suszeniu. Suszenie makaronu przebiega w trzech etapach:
1. Suszenie wstępne – stosuje się tutaj powietrze o niskiej wilgotności oraz dość wysokie temperatury, aby zapobiec sklejaniu się makaronu).
2. Suszenie właściwe – zwiększenie wilgotności prowadzi do równomiernego suszenia makaronu.
3. Suszenie końcowe – dosuszenie do końcowej wilgotności, stosowane dla form o dużych rozmiarach.

Po wysuszeniu i posortowaniu, makaron jest pakowany – w handlu jest on dostępny najczęściej w ok. półkilogramowych opakowaniach.

## Makaron w diecie człowieka
Makaron jest półproduktem, co oznacza, że przed spożyciem należy go odpowiednio przyrządzić (wyjątek stanowią makarony skrobiowe, powszechnie znane pod nazwą makaronów chińskich, które można spożywać bez wcześniejszej obróbki termicznej). Makaron, w zależności od formy, gotuje się od kilku do kilkunastu minut. Dobrze ugotowany makaron powinien być al dente, czyli stawiać zębom lekki opór podczas żucia i nie rozpływać się od razu w ustach.
Ze względu na dużą zawartość skrobi oraz powszechne spożycie makarony, podobnie jak inne produkty zbożowe, są głównym źródłem węglowodanów w diecie.
Makaron stanowi zarówno podstawę niektórych dań lub bywa dodatkiem do zup. Może być podawany z sosami, serem żółtym, białym, także na słodko.
Makaron (wł. pasta) jest jednym z podstawowych dań kuchni włoskiej.

## Typy makaronów włoskich
- anelli (pierścionki)[8]
- abachini
- agnolotti
- barbine
- bavette, bavettine
- bigoli
- bucatini
- campanelle
- canalini
- cannelloni (bardzo grube rurki)
- capellini, capelli d'angelo (włosy anioła)[9]
- cappelletti (kapelusiki)
- casarecce
- casoncelli
- castellane
- cataneselle
- cavatelli
- celentani
- chifferi
- chiocciole (muszelki)[8]
- chitarrine
- cocci di Sicilia
- conchiglioni, conchiglie (duże muszle)[9]
- corallini
- cotelli, cavatappi (cienkie rurki skręcone w świderki)[8]
- creste di gallo (grzebień koguta)[8]
- cavalline
- ditali, ditalini, ditaloni (naparstki)[8]
- eliche (świderki)[9]
- fagottini
- farfalle, farfalline, farfalloni (kokardki)[9]
- fettucine (wąskie wstążki)[9]
- filini
- fisarmoniche
- fregnacce
- fregula, fregola (małe kuleczki)[10]
- fricelli (zwinięte listki)[8]
- fusilli (świderki)
- garganelli
- gemelli (podwójne skręcone wstążki)
- girandole
- gnocchi, gnocchetti
- gnosetti (małe gnocchi)[8]
- gobbetti
- gramigna
- grattini, grattoni
- lancette
- lasagne, lasagnette
- linguine
- limoncini
- łazanki
- maccheroni, maccheroncini (cienkie, lekko zagięte rurki)[8]
- mafaldine
- maltagliati
- maniche, mezze maniche
- mezzelune (półksiężyce)
- midolline
- orecchiette (muszelki)[9]
- paccheri (bardzo grube, krótkie rurki do nadziewania)
- pappardelle (szerokie wstążki)[9]
- penne (rurki), penne rigate (karbowane rurki)[9]
- pici (makaron)
- pireneri
- pipette rigate
- puntine
- pizzoccheri
- quadretti
- ravioli (pierożki)[9]
- reginette
- riccioli
- ricciutelle
- rigatoni (grube kolankowate rurki)[9]
- risi, risoni
- rotelle, ruote (kółeczka)[8]
- sedani, sedanini
- sorprese
- sospetti
- spaccatelle
- spaghetti, spaghettini, spaghettoni (nitki)
- spighe
- stelle, stelline (gwiazdki)[8]
- strangozzi
- stringoli
- strozzapreti
- tagliatelle (długie wąskie wstążki)[9]
- taglierini
- tagliolini (cienkie wstążki)[9]
- tempestine
- torchietti
- tortellini (nadziewane pierożki)
- tortelloni
- tortiglioni (długie świderki)[9]
- trofie
- tripolini
- trenne, trenette (trójkątne rurki)
- vermicelli, vermicellini
- ziti, zitoni